# Alliance C - Chrétiens pour l'Allemagne
Alliance C - Chrétiens pour l'Allemagne (en allemand : Bündnis C - Christen für Deutschland, en abrégé Bündnis C) est un parti chrétien-démocrate en Allemagne dont l'orientation programmatique est une conception évangélique.
L'Alliance C est fondée en 2015 par la fusion des partis chrétiens fondamentalistes, le Parti des chrétiens fidèles à la Bible (Partei Bibeltreuer Christen) et le AUF - Parti pour le travail, l'environnement et la famille (AUF - Partei für Arbeit, Umwelt und Familie).